# Herman II de Suàbia
Herman II († 4 de maig de 1003) fou un conradià, duc d'Alsàcia i duc de Suàbia de 997 fins a la seva mort el 1003. Fou el fill de Conrad I de Suàbia i de Riclinda, filla de l'emperador Otó I.
El 1002 va ser un dels competidors al tron del Sacre Imperi Romanogermànic en tant que rei dels romans i va prendre per assalt Estrasburg del qual el bisbe, anomenat Wizelin, s'havia manifestat a favor d'Enric III, duc de Baviera, per la rivalitat que tenia amb Herman. Henri va separar Alsàcia de Suàbia per tal de prendre el control del ducat, una situació que va continuar tanmateix quan el seu fill Herman III va regnar.
Es va casar amb Gerberga de Borgonya, filla de Conrad III de Borgonya, amb la qual va tenir una filla anomenada Gisela de Suàbia que es va casar després amb l'emperador Conrad II.